# Bernard de La Planche
Bernard de La Planche est un moine et camérier du monastère de Clairac en 1411, il obtient de Jean XXIII son transfert et l'office de sacriste au monastère Sainte-Croix de Bordeaux ; il devient prieur de Soulac en 1417, puis évêque de Dax en 1427. Il est destitué par Eugène IV le 9 septembre 1439.
Docteur en droit canon en 1416, Bernard de la Planche participe très activement aux conciles de Constance et de Bâle.

## Sources
- Ressources relatives à la religion :   - Catholic Hierarchy
  - Cardinals of the Holy Roman Church
- Notices d'autorité :   - VIAF
  - GND
  - Vatican
- Identification des sermons de Bernard de La Planche présentés au concile de Constance.
- Sources historiques sur Obediences.net, espace de documentation [Atlas, Calendrier, Catalogues] sur le Grand Schisme d'Occident.